# Ellen Coleman
Ellen Coleman (Londres, Regne Unit, ca. 1886 – ibídem, 5 de febrer de 1973) fou una directora d'orquestra i compositora anglesa.

## Biografia
Als catorze anys ja componia sonates, abans de prendre classes de composició amb Lawrance Collingwood.
Va viatjar sovint i va oferir les seves obres a París, a la Sala Pleyel, els anys 1937 i 1938. Va escriure dues òperes, de les quals The Walled Garden va ser transmesa per la BBC l'any 1922. Va escriure també dues misses, música de cambra i més de tres-centes cançons.

## Obres
- Poem
- Cloud and Quietude
- The Conquered
- The Merry-go-round
- String Quartet
- Harpsichord Sonata
- Piano Quartet[3]
- The Walled Garden, fantasia musical amb llibret de Louis Napoleon Parker, estrenada el 25 de novembre de 1932.[4]

Moltes de les obres de Coleman van ser publicades per Stainer & Bell.